# فورست هالسي
فورست هالسي (بالإنجليزية: Forrest Halsey)‏ هو كاتب سيناريو وممثل أمريكي، ولد في 9 نوفمبر 1877 في Roseville, Newark ‏ في الولايات المتحدة، وتوفي في 30 سبتمبر 1949 في لوس أنجلوس في الولايات المتحدة.

## أعمال

### أفلام
- (1924) شيطان مقدس
- (1929) السيدة المقدسة

## وصلات خارجية
- فورست هالسي على موقع IMDb (الإنجليزية)
- فورست هالسي على موقع ألو سيني (الفرنسية)
- فورست هالسي على موقع أول موفي (الإنجليزية)
- فورست هالسي على موقع قاعدة بيانات برودواي على الإنترنت (الإنجليزية)
- فورست هالسي على موقع قاعدة بيانات الأفلام السويدية (السويدية)
- فورست هالسي على موقع قاعدة بيانات الفيلم (الإنجليزية)
- فورست هالسي على موقع كينوبويسك (الروسية)